# Ortaköy (Istanbul)
Boven: De Ortaköy-moskee (1854) met op de achtergrond de Bosporusbrug
Ortaköy is een wijk in het Europese deel van Istanbul, Turkije. Het hoort tot het district Beşiktaş. In Byzantijnse en Ottomaanse tijden was het een dorp (Köy is Turks voor dorp) aan de Bosporus. Vanaf de Ottomaanse tijd leefden er verscheidene etnische groepen in Ortaköy. Ook nu nog vindt men er naast Turken ook Grieken, Armeniërs en Joden, maar in zeer kleine aantallen. De wijk is een populaire bestemming voor toeristen in Istanbul, door historische architectuur van diverse religieuze aard en de relatief rustige uitstraling van de buurt in vergelijking met de metropool Istanbul. Een van de meest kenmerkende gebouwen in Ortaköy is de Büyük Mecidiye Camii, een Ottomaanse barokke moskee. De moskee werd gebouwd door de Armeense vader en zoon, Garabet Balyan en Nigoğayos Balyan, uit de beroemde Ottomaans-Armeense architecten-familie. Deze familie bouwde ook buiten Ortaköy vele gebouwen, waaronder het Dolmabahçepaleis. Voor studenten staat de wijk bekend als uitgaansbuurt.

## Bezienswaardigheden
- Ortaköy-moskee
- Çırağanpaleis, sinds 1987 een hotel.

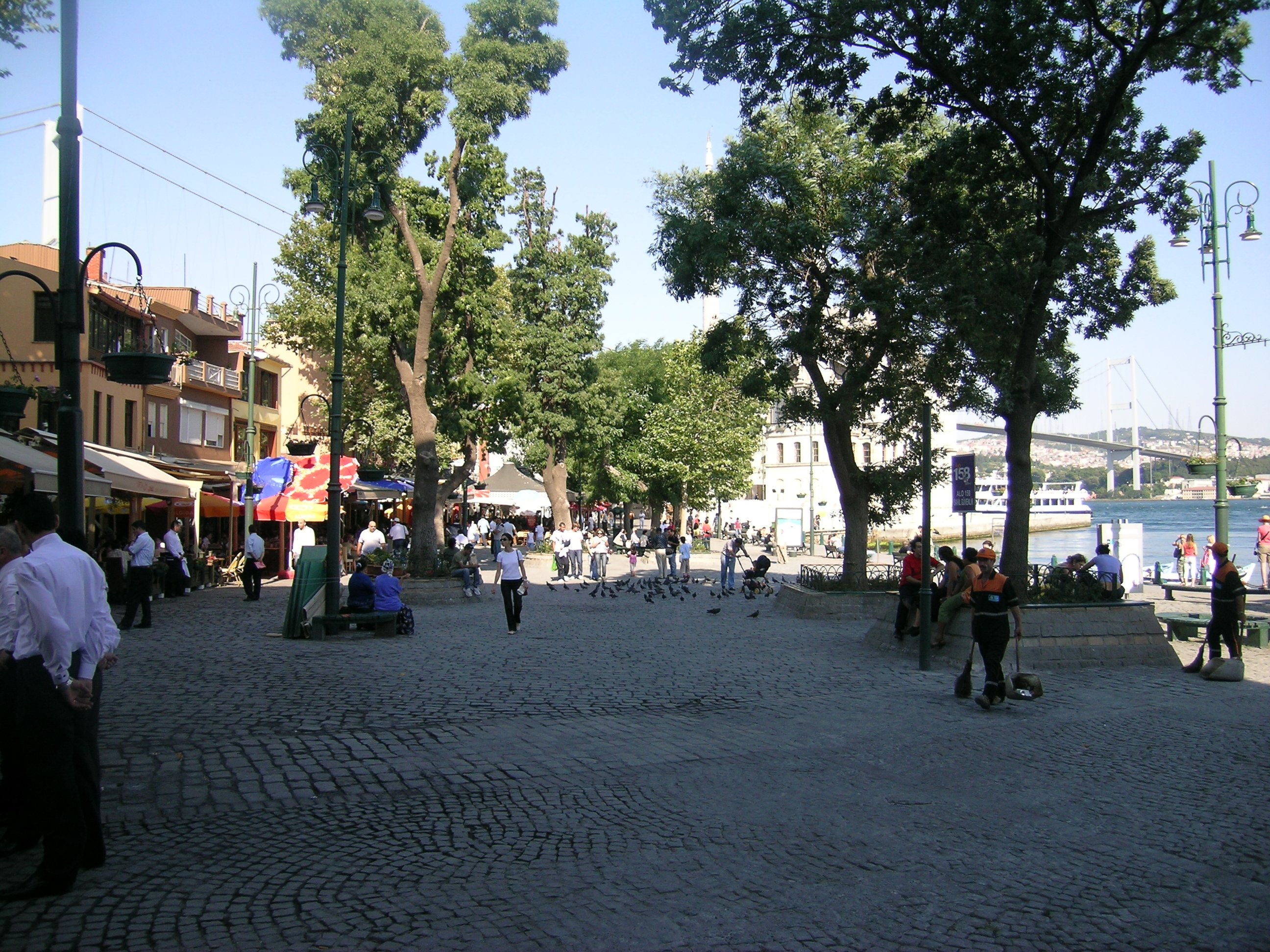
De kade in Ortaköy